# FIRA Trophy 1973-74
El FIRA Trophy de la temporada  1973-74  fue la 1° edición con esta denominación y la 14° temporada del segundo torneo en importancia de rugby en Europa, luego del Torneo de las Seis Naciones.

## FIRA Trophy
| Lugar | Selección | Partidos | Partidos | Partidos  | Partidos | Puntos  | Puntos    | Puntos | Tabla de puntos |
| Lugar | Selección | Jugados  | Ganados  | Empatados | Perdidos | A favor | En contra | dif.   | Tabla de puntos |
| ----- | --------- | -------- | -------- | --------- | -------- | ------- | --------- | ------ | --------------- |
| 1     | Francia   | 4        | 4        | 0         | 0        | 82      | 16        | +66    | 12              |
| 2     | Rumania   | 4        | 3        | 0         | 1        | 68      | 31        | +37    | 10              |
| 3     | España    | 4        | 2        | 0         | 2        | 42      | 35        | +7     | 8               |
| 4     | Polonia   | 3        | 1        | 0         | 2        | 14      | 30        | -16    | 5               |
| 5     | Marruecos | 4        | 0        | 0         | 4        | 12      | 106       | -94    | 4               |

| Bandera de Francia   |
| Campeón Francia      |
| Décimo tercer título |

## Segunda División
| Lugar | Selección      | Partidos | Partidos | Partidos  | Partidos | Puntos  | Puntos    | Puntos | Tabla de puntos |
| Lugar | Selección      | Jugados  | Ganados  | Empatados | Perdidos | A favor | En contra | dif.   | Tabla de puntos |
| ----- | -------------- | -------- | -------- | --------- | -------- | ------- | --------- | ------ | --------------- |
| 1     | Italia         | 4        | 3        | 1         | 0        | 55      | 23        | +32    | 11              |
| 2     | Checoslovaquia | 4        | 2        | 2         | 0        | 47      | 12        | +35    | 10              |
| 3     | RFA            | 2        | 0        | 0         | 2        | 0       | 9         | - 9    | 0               |
| 4     | Yugoslavia     | 4        | 1        | 0         | 3        | 18      | 83        | -65    | 5               |
| 5     | Portugal       | 2        | 1        | 0         | 1        | 19      | 37        | -18    | 4               |

| Bandera de Italia |
| Campeón Italia    |
| Segundo título    |